# Aukta von Köln
Aukta von Köln (zuweilen auch Auta) ist eine Gefährtin der heiligen Ursula, mit der sie gemeinsam das Martyrium erlitten haben soll. Ihr Gedenktag ist der 12. September. Ihre Reliquien wurden unter Kaiser Maximilian I. nach Lissabon in den Konvent der Muttergottes überführt.
Aukta ist auf portugiesischen Darstellungen des Martyriums der 11.000 Jungfrauen und der Überführung ihrer Reliquien zu sehen.